# Garrison (Texas)
Garrison város az Amerikai Egyesült Államok Texas államában, Nacogdoches megyében. Lakosainak száma 789 fő (2020. április 1.).

## Népesség
A település népességének változása:

| 2010 | 895 |
| 2020 | 789 |